# Lagos (Nigéria)
Lagos (em iorubá: Èkó) é uma cidade localizada no sudoeste da Nigéria, na costa do Atlântico, no golfo da Guiné. É a maior cidade do país, com 7 937 932 de habitantes (censo de 2006), e a segunda maior cidade africana logo depois de Cairo, capital do Egito. É também o principal centro financeiro, econômico e mercantil do país. Foi capital da Nigéria até 1991, quando foi substituída por Abuja. Foi também capital do estado de Lagos até 1975, quando foi substituída por Ikeja. Em 2014, estimou-se que a aglomeração urbana abrigava cerca de 21 milhões de pessoas, o que a tornaria a maior área metropolitana do continente africano.
É um porto no golfo da Guiné. A cidade é constituída por uma parte continental e uma série de ilhas ao redor da lagoa de Lagos. A cidade não é um município nem tem uma administração que abranja toda a área urbana. Na realidade, a cidade de Lagos é uma grande área de conurbação que abrange áreas de 16 LGA (Área de Governo Local), cada uma com sua própria administração, equivalente a um município. A área total dessas 16 LGA somadas é de 999,6 km² e é conhecida como "Lagos Metropolitana", oficialmente "Área Metropolitana de Lagos". A Lagos Metropolitana está totalmente inserida dentro do estado de Lagos e abrange 16 dos seus 20 LGA.

## História

### Primeiros povos
Lagos foi um assentamento iorubá do subgrupo Awori, inicialmente chamado de Oko. O nome Lagos deriva de uma divindade iorubá. Os iorubás ainda usam o nome de Èkó quando se referem a 'Lagos', um nome que nunca existiu na língua iorubá. É provável que o nome 'Lagos' tenha sido dado à cidade pelos primeiros colonos portugueses que partiram de uma cidade costeira do mesmo nome, em Portugal .
O atual estado de Lagos concentra um alto percentual de Awori, indivíduos que migraram para a área a partir de Isheri às margens do rio Ogum. Ao longo da história, Lagos foi o lar de diversos grupos étnicos em conflito que se instalaram na área. Na época dos primeiros assentamentos, Lagos enfrentou períodos de domínio do Império do Benim.

### Colonização europeia
O explorador português Rui de Sequeira visitou a área em 1472, denominando a área ao redor da cidade, circundada por um lago, de 'Lago Curamo'. Outra explicação é que Lagos foi denominada a partir de Lagos em Portugal - uma cidade marítima, que na época era o principal centro das expedições portuguesas pela costa africana, e cujo nome é derivado da palavra latina Lacóbriga (antigo povoamento celta que deu origem à cidade de Lagos, PT).
De 1404 a 1889, Lagos serviu como um grande centro de comércio de escravos, controlado por reis iorubás chamados obás de Lagos. Em 1841, o Obá Aquitoiê assumiu o trono de Lagos e tentou proibir o comércio de escravos. Comerciantes de Lagos, mais notavelmente Madame Tinubu, resistiram à proibição, depuseram o rei e instalaram em seu lugar o irmão de Tinubu, Obá Cossocô.

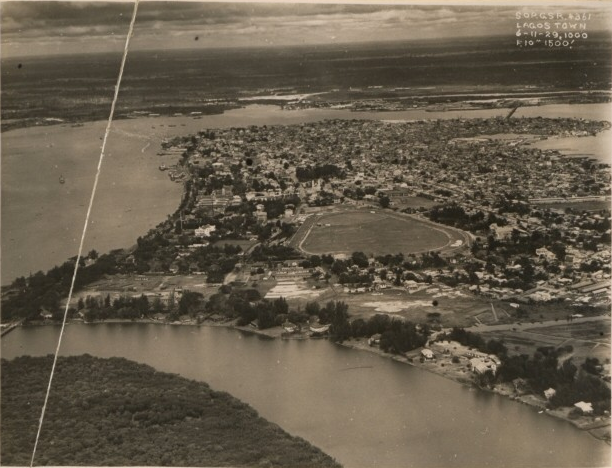
Lagos em 1929

Apesar de exilado, Obá Aquitoiê reuniu-se com os britânicos, que haviam proibido o tráfico de escravos em 1807, e conseguiu seu apoio para recuperar o trono. Em 1851, ele foi reinstalado como Obá de Lagos.
Lagos foi formalmente anexada como uma colônia britânica em 1861. Isto teve duplo efeito: o esmagamento do comércio de escravos e o estabelecimento do controle britânico sobre a palma e outros comércios.
Há um bairro chamado Brazilian Quarter, onde se concentra uma colônia de descendentes de escravos brasileiros que retornam à África em fins do século XIX.
Em 1874, Lagos passou a integrar a colônia da Costa do Ouro (atual Gana). Em 1906, foi incluída no território do protetorado Sul da Nigéria. Em 1914, quando a colônia e protetorado da Nigéria foi criada, com a unificação dos protetorados do norte e do sul, Lagos foi declarada a sua capital.

### Independência nigeriana
Em 1954, a cidade foi declarada território federal. Em 1960, Lagos continuou a ser a capital quando a Nigéria conquistou sua independência.
Lagos experimentou um rápido crescimento ao longo das décadas de 1960 e 1970 como resultado do rápido crescimento econômico da Nigéria ocorrido antes da guerra civil nigeriana, também chamada Guerra do Biafra. Lagos foi capital do estado de Lagos até 1975, quando foi substituída por Ikeja. Lagos foi a capital da Nigéria de 1914 a 1991, sendo destituída deste título quando o Território da Capital Federal foi estabelecido na cidade de Abuja, construída para este fim. No entanto, a maioria das funções de governo (principalmente o chefe de Estado) permaneceram em Lagos por um tempo uma vez que Abuja ainda estava em construção. Em 14 de novembro de 1991, o Gabinete da Presidência e de outros ministérios do governo federal foram finalmente transferidos para a nova capital, Abuja.
Em 2002, uma detonação acidental de explosivos militares causou a morte de mais de 1 100 pessoas.

## Geografia

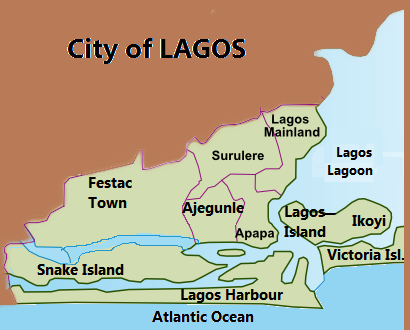
Mapa mostrando as principais áreas urbanas e localização do porto e aeroporto de Lagos

A cidade de Lagos está localizada no sudoeste da Nigéria, na costa do Atlântico, golfo da Guiné, enseada do Benim, a oeste do delta do rio Níger, latitude 6°27′N e longitude 3°24'E. Neste trecho de alta pluviosidade da costa oeste africana, os rios que correm para o mar formam lagoas pantanosas, como a lagoa de Lagos, localizada por trás de grandes barreiras de areia da costa. Alguns rios, como o rio Badagry, correm paralelo à costa por alguma distância antes de encontrar uma saída para o mar através das barreiras de areia. As duas principais ilhas urbanas de Lagos, localizadas na Lagoa de Lagos, são a ilha de Lagos e a ilha Victoria. Essas ilhas são separadas do continente pelo canal principal que drena a lagoa para o oceano Atlântico e forma o porto de Lagos. As ilhas são separadas entre si por riachos de tamanhos variados e estão ligadas à ilha de Lagos por pontes. Pequenas partes de alguns riachos têm sido preenchidas de areia para construção.
Lagos é limitada ao sul pelo oceano Atlântico (enseada do Benim), a leste pela lagoa de Lagos, a sudoeste pelo riacho Badagry. O oeste e noroeste da cidade limita-se com terras agrícolas suavemente ondulada de Ado Odo/Ota, estado de Ogun e o norte da cidade com as planície inundadas do rio Ogum.

### Parte continental
A maioria da população e das indústrias estão localizadas na parte continental de Lagos. Lagos é conhecida pela sua música e vida noturna que costumava estar concentrada nas áreas em torno de Yaba e Surulere, porém, nos últimos anos, as casas noturnas têm surgido principalmente na ilha Victoria, fazendo desta a principal atração noturna da cidade. As principais localidades da parte continental de Lagos incluem Ebute-Meta, Surulere, Yaba (local da Universidade de Lagos) e Ikeja, local do Aeroporto Internacional Murtala Muhammed e capital do estado de Lagos.

### Ilha de Lagos

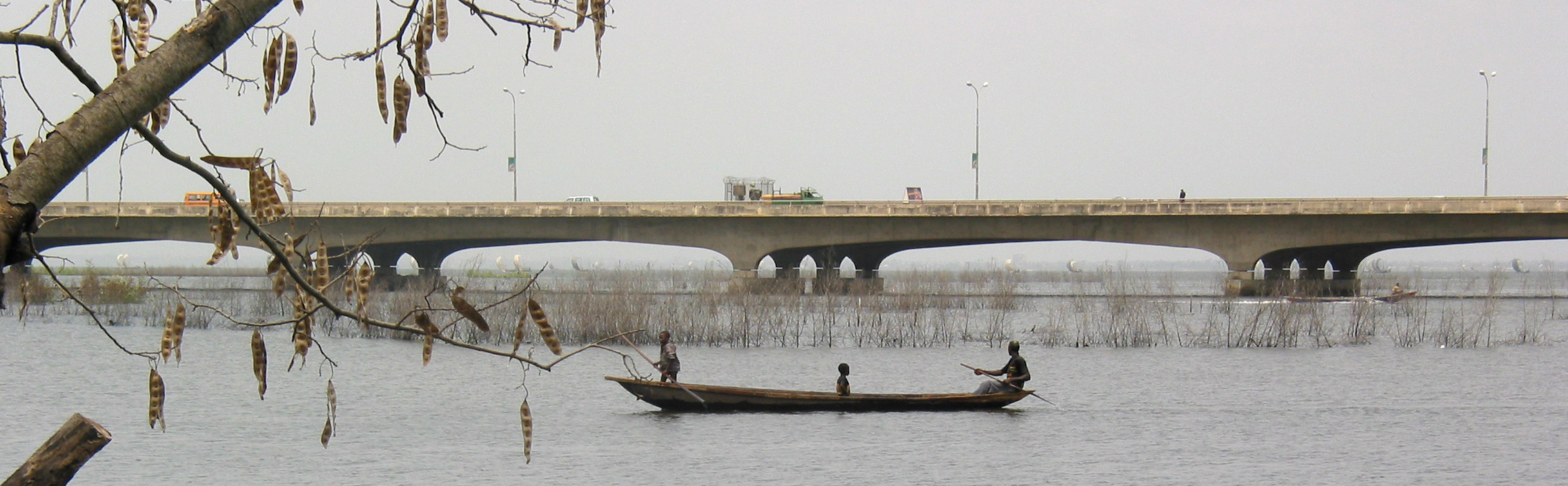
Ponte Third Mainland, liga a ilha de Lagos a subúrbios do continente

A ilha de Lagos contém o Distrito Central de Negócios (Lagos Central Business District - com grandes edifícios ao longo da marina), muitos mercados atacadistas (como o Mercado Balogum), o Museu Nacional, a Mesquita Central de Lagos, o Glover Memorial Hall, a Catedral de Cristo (CMS) e o Palácio do Obá. Embora antigamente em condições de abandono, a Praça Tinubu (Tinubu Square) é um local de importância histórica, pois foi ali que ocorreu, em 1914, a cerimônia (Amalgamation ceremony) que unificou o norte e o sul do protetorado para formar a Nigéria. Esta unificação conferiu à Nigéria sua atual área territorial e sua forma física geográfica.
Três grandes pontes ligam a ilha de Lagos ao continente: Ponte Eko (Eko Bridge) e Ponte Carter (Carter Bridge), que partem da ilha de Ido, e a Ponte Third Mainland (Third Mainland Bridge) que atravessa subúrbios densamente povoados do continente através da Lagoa de Lagos.

### Ilha de Ikoyi
| A ilha de Ikoyi situa-se na metade oriental da ilha de Lagos, estão unidas uma a outra por um aterro. A ilha está também ligada à Ilha Victoria por uma ponte de uma estrada principal que passa sobre o riacho Five Cowrie. Ikoyi abrigou a sede do governo federal da Nigéria e de outros edifícios do governo, incluindo o complexo do secretariado federal - que hoje está abandonado. A ilha tem quartel militar e policial, uma prisão de segurança máxima e o Supremo Tribunal Federal (Federal High Court). Ikoyi também tem vários hotéis, casas noturnas, um parque de recreio e um dos maiores campos de golfe da África. Originalmente um bairro de classe média, nos últimos anos, tornou-se um moderno enclave residencial para a classe média alta e classe alta. Há também atividades comerciais em Ikoyi, identificadas por um número crescente de escritórios, bancos e centros comerciais. O núcleo comercial da ilha está concentrado principalmente na parte sudoeste. |

### Ilha Victoria e península Lekki

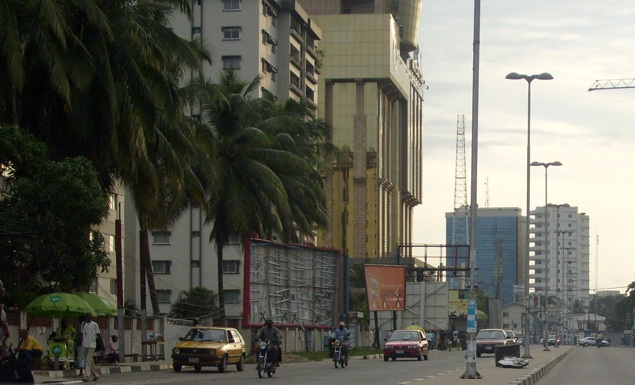
Ilha Victoria

A ilha Victoria (VI - Victoria Island) e a península Lekki estão situadas ao sul da ilha de Lagos. A ilha e a península foram unidas entre si por um aterro. Elas abrigam alguns dos imóveis mais caros da África e, por essa razão, muitos condomínios de luxo e apartamentos estão florescendo em toda parte. Junto com a ilha de Ikoyi, a ilha Victoria ocupa uma grande área nos arredores de Lagos, e ostenta várias zonas comerciais de tamanho considerável (incluindo o maior shopping e cinema da Nigéria) e de várias praias modernas.

### Ilha de Iddo
Do outro lado do canal principal da lagoa de Lagos, partindo da ilha de Lagos, uma ilha menor chamada Iddo está situada próximo ao continente, atualmente ligada a este como uma península.

### Clima
Lagos tem um clima tropical de savana (classificação climática de Köppen), semelhante ao restante do sul da Nigéria. A estação chuvosa ocorre de abril a outubro, com as chuvas mais fortes caindo de maio a julho, período que a precipitação mensal ultrapassa os 200 mm. A estação seca ocorre de novembro a março, sendo dezembro e janeiro os meses mais secos, com precipitação mensal abaixo dos 30mm. A estação seca é acompanhada por ventos Harmattan do deserto do Saara, que entre dezembro e início de fevereiro podem ser bastante fortes. A temperatura média em janeiro é de 27 °C e em julho é de 25 °C. Na média, o mês mais quente é março, com temperatura média de 29 °C, enquanto julho e agosto são os meses mais frios.
| Dados climatológicos para Lagos | Dados climatológicos para Lagos | Dados climatológicos para Lagos | Dados climatológicos para Lagos | Dados climatológicos para Lagos | Dados climatológicos para Lagos | Dados climatológicos para Lagos | Dados climatológicos para Lagos | Dados climatológicos para Lagos | Dados climatológicos para Lagos | Dados climatológicos para Lagos | Dados climatológicos para Lagos | Dados climatológicos para Lagos | Dados climatológicos para Lagos |
| Mês                             | Jan                             | Fev                             | Mar                             | Abr                             | Mai                             | Jun                             | Jul                             | Ago                             | Set                             | Out                             | Nov                             | Dez                             | Ano                             |
| ------------------------------- | ------------------------------- | ------------------------------- | ------------------------------- | ------------------------------- | ------------------------------- | ------------------------------- | ------------------------------- | ------------------------------- | ------------------------------- | ------------------------------- | ------------------------------- | ------------------------------- | ------------------------------- |
| Temperatura máxima recorde (°C) | 33                              | 35                              | 37                              | 38                              | 33                              | 35                              | 31                              | 31                              | 30                              | 32                              | 32                              | 32                              | 38                              |
| Temperatura máxima média (°C)   | 32                              | 33                              | 33                              | 32                              | 31                              | 29                              | 28                              | 28                              | 29                              | 30                              | 31                              | 32                              | 30,7                            |
| Temperatura mínima média (°C)   | 22                              | 23                              | 24                              | 23                              | 23                              | 22                              | 22                              | 22                              | 22                              | 22                              | 23                              | 22                              | 22,5                            |
| Temperatura mínima recorde (°C) | 17                              | 20                              | 21                              | 21                              | 21                              | 21                              | 21                              | 20                              | 20                              | 20                              | 20                              | 20                              | 17                              |
| Precipitação (mm)               | 12,7                            | 40,6                            | 83,8                            | 147,3                           | 203,2                           | 315,5                           | 243,8                           | 121,9                           | 160                             | 124,5                           | 40,6                            | 15,2                            | 1 509,1                         |
| Fonte: 26/01/2010               |                                 |                                 |                                 |                                 |                                 |                                 |                                 |                                 |                                 |                                 |                                 |                                 |                                 |

## Demografia

### Censo de 2006

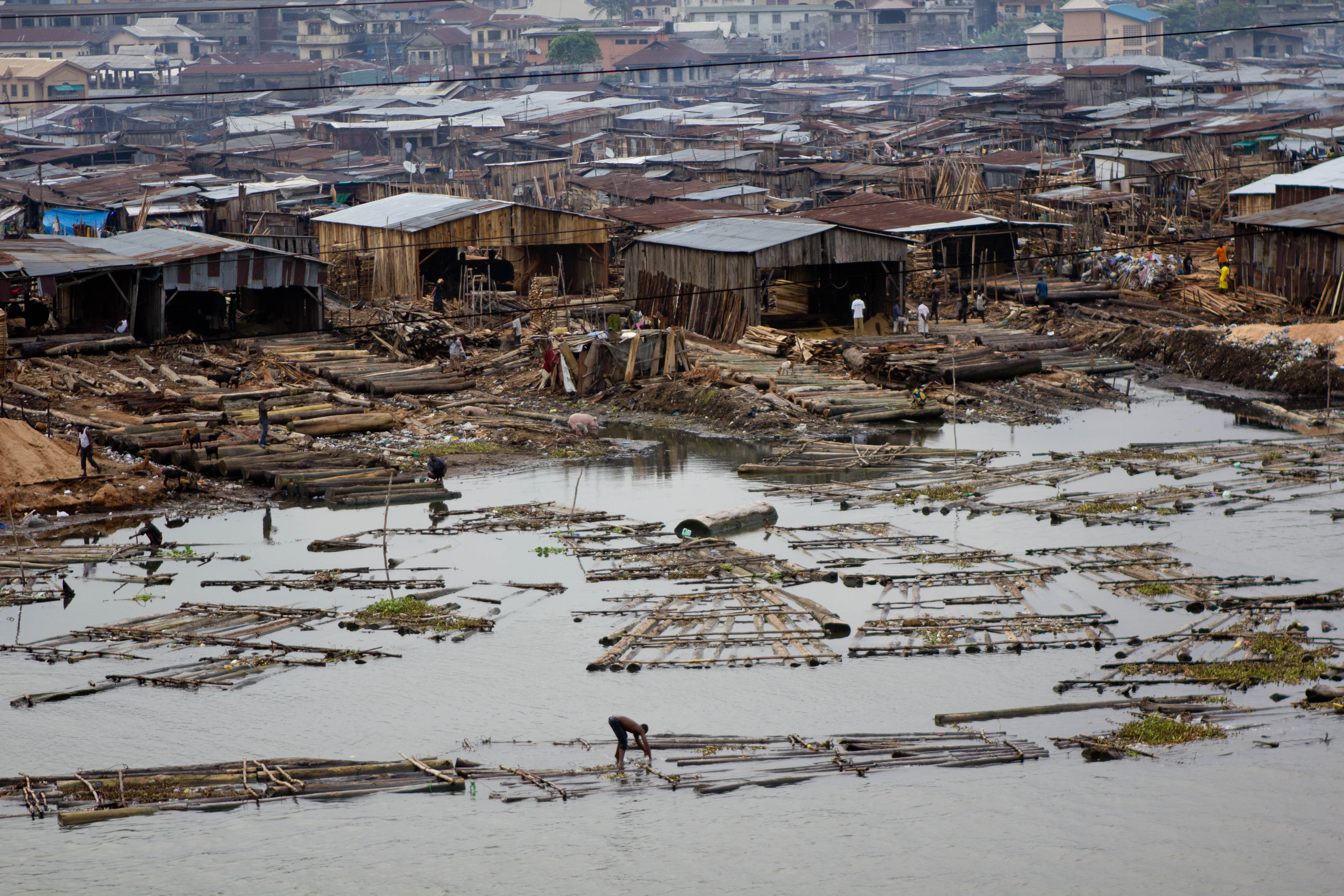
Uma das grandes favelas da cidade

Segundo os resultados preliminares do censo de 2006, existem 7 937 932 habitantes na Lagos Metropolitana, 4 133 570 homens e 3 804 362 mulheres. Este valor é inferior ao que tinha sido antecipado e tem criado uma grande controvérsia na Nigéria. A ilha de Lagos, o LGA central e o centro histórico da Lagos Metropolitana, tinha uma população de 209 437 habitantes no censo de 2006.
Autoridades do estado de Lagos rejeitaram os resultados do censo de 2006, acusando a Comissão Nacional de População (National Population Commission) de ter errado na contagem da população do estado. Esta acusação é negada pela Comissão.
Devido à controvérsia, o governo do estado de Lagos realizou o seu próprio censo em 2006, que computou uma população de 16.060.303 habitantes na Lagos Metropolitana, equivalente a 91,5% da população do estado, sendo 8 360 434 homens e 7 699 869 mulheres.
Lagos é, pela maioria das estimativas, uma das cidades de crescimento populacional mais rápido no mundo. Lagos atualmente apresenta um aumento em sua população de aproximadamente 275 000 pessoas por ano. Em 1999, a ONU previu que a região metropolitana da cidade, com apenas cerca de 290 000 habitantes em 1950, ultrapassaria os 20 milhões em 2010 e, com isso, se tornaria uma das dez cidades mais populosas do mundo.
Como na maioria das cidades, existe uma enorme desigualdade na distribuição da riqueza entre as pessoas que residem em Lagos, variando do muito rico ao muito pobre. Lagos tem atraído muitos jovens empresários e famílias, de todas as partes da Nigéria, e mesmo de fora, que procuram uma vida melhor.

## Governo e administração
Em termos de administração, Lagos não é um município e, portanto, não tem administração municipal própria que abranja toda a cidade. O município de Lagos, que abrangia a ilha de Lagos, ilha de Ikoyi e ilha Victoria, bem como alguns território do continente, era administrado pelo Conselho da Cidade de Lagos (Lagos City Council - LCC), mas foi dissolvido em 1976 e dividido em várias Áreas de Governo Local (LGA), equivalente a municípios, mais notadamente nos LGA da Ilha de Lagos, Lagos Continental e Eti-Osa. A parte continental, além dos territórios sob administração do Município de Lagos, compreendia diversas cidades e povoados distintos, tais como Mushin, Ikeja e Agege. Na onda do boom do petróleo da década de 1970, na Nigéria, Lagos vivenciou uma explosão demográfica, crescimento econômico desenfreado e enorme índice de migração rural. Isso fez com que as cidades periféricas e povoados se desenvolvessem rapidamente, formando assim a grande metrópole de hoje (Lagos Metropolitana). A história de Lagos é ainda evidenciada no layout das LGA que mostram a identidade única das culturas que a criaram.
Hoje, a palavra "Lagos" na maioria das vezes se refere à área urbana, chamada "Lagos Metropolitana", que inclui as ilhas do antigo município de Lagos e as periferias do continente. Todos estes territórios são parte do Estado de Lagos, que atualmente compreende 20 LGA. O estado de Lagos é responsável por diversos serviços públicos, incluindo estradas e transportes, energia, água, saúde e educação. A Lagos Metropolitana (uma divisão estatística e não uma unidade administrativa) se estende por 16 dos 20 LGA do estado de Lagos, contém 88% da população do Estado e inclui também áreas semi-rurais.
Lagos foi a antiga capital da Nigéria, tendo sido posteriormente substituída por Abuja. Abuja oficialmente ganhou o seu estatuto de capital da Nigéria em 12 de dezembro de 1991, embora a decisão de transferir a capital federal tenha sido tomada pela Lei nº 6 de 1976.

### Cidades irmãs
| - Atlanta, Estados Unidos - Bruxelas, Bélgica - Bucareste, Romênia - Cotonou, Benim - Daegu, Coreia do Sul - Fukuoka, Japão - Montego Bay, Jamaica | - Newcastle, Reino Unido - Nuremberg, Alemanha - Olímpia, Grécia - Port of Spain, Trinidade e Tobago - Ra'anana, Israel - Rio de Janeiro, Brasil - Salvador, Brasil | - Belo Horizonte, Brasil - Salcedo, República Dominicana - Salzburgo, Áustria - Taipé, República da China (Formosa) - Tbilisi, Geórgia - Toulouse, França - Istambul, Turquia |

## Subdivisões

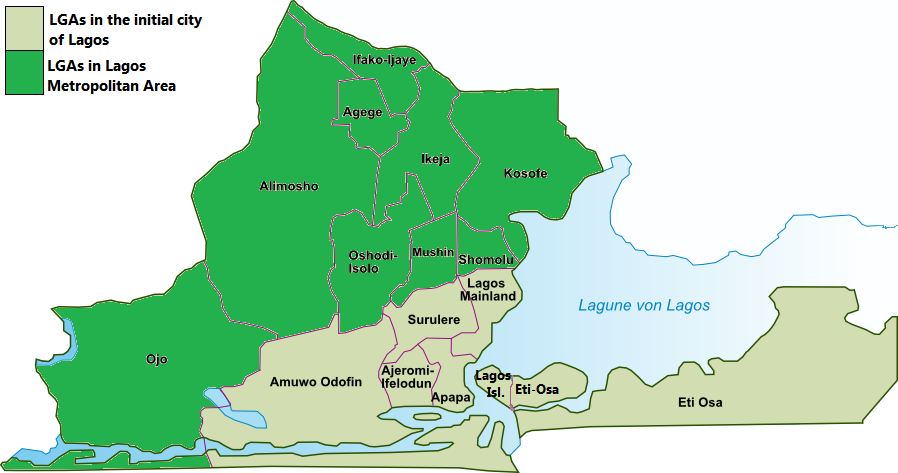
Mapa com as 16 LGA que formam a Lagos Metropolitana. O estado de Lagos está subdividido nestes 16 LGA e 4 outros LGA maiores não mostrados no Mapa, totalizando 20 LGA.

| LGAs | Área (em km²) | População (Censo 2006) | Densidade (hab./km²) |
| Agege | 11,2          | 459 939                | 41 071               |
| Ajeromi-Ifelodun | 12,3          | 684 105                | 55 474               |
| Alimosho | 185,2         | 1 277 714              | 6 899                |
| Amuwo-Odofin | 134,6         | 318 166                | 2 364                |
| Apapa (Local do principal porto de Lagos) | 26,7          | 217 362                | 8 153                |
| Eti-Osa (Local dos maiores centros de negócio de Lagos e das badaladas comunidades de Victoria Island e Ikoyi, antigamente a residência do governo federal nigeriano) | 192,3         | 287 785                | 1 496                |
| Ifako-Ijaiye | 26,6          | 427 878                | 16 078               |
| Ikeja | 46,2          | 313 196                | 6 785                |
| Kosofe | 81,4          | 665 393                | 8 174                |
| Ilha de Lagos (centro histórico e comercial da Lagos Metropolitana)                                                                                                   | 8,7           | 209 437                | 24 182               |
| Lagos Continental | 19,5          | 317 720                | 16 322               |
| Mushin | 17,5          | 633 009                | 36 213               |
| Ojo | 158,2         | 598 071                | 3 781                |
| Oshodi-Isolo | 44,8          | 621 509                | 13 886               |
| Somolu (aka Shomolu) | 11,6          | 402 673                | 34 862               |
| Surulere | 23,0          | 503 975                | 21 912               |
| Lagos Metropolitana | 999,6         | 7 937 932              | 7 941                |

## Economia

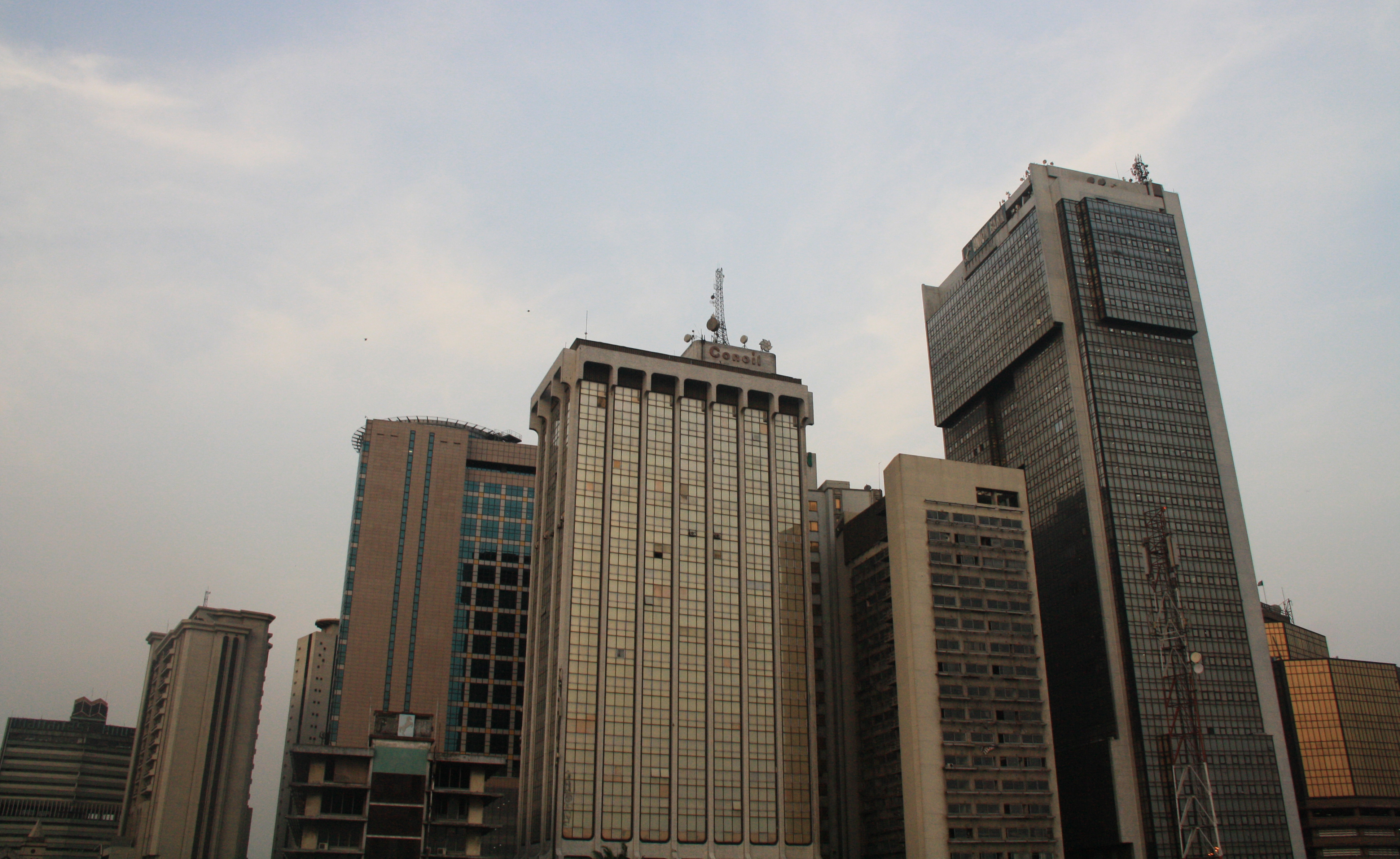
Edifícios comerciais no centro da cidade

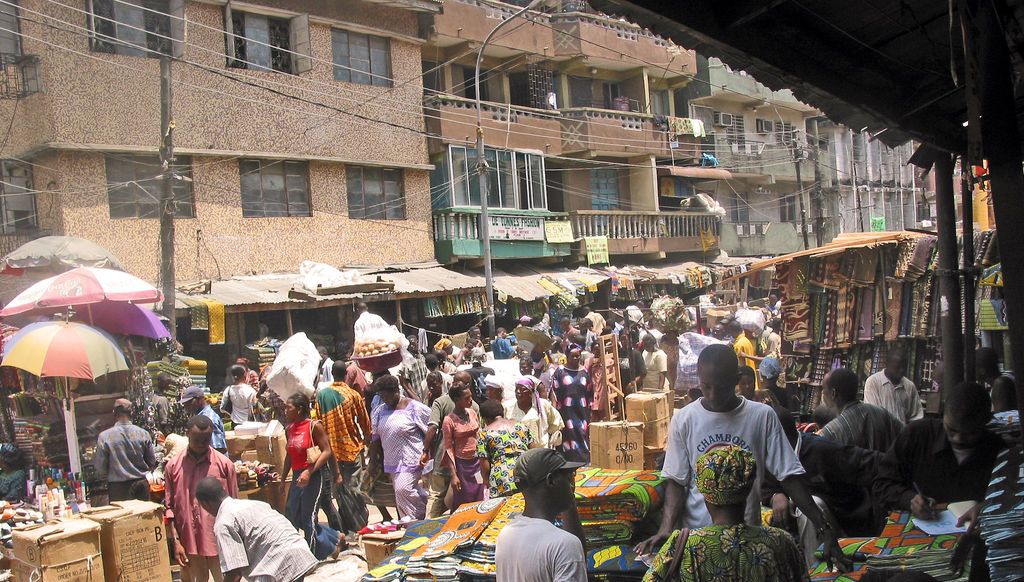
Mercado de rua em Lagos

Lagos é a cidade mais próspera da Nigéria, e grande parte da atividade econômica e riqueza do país estão aí concentradas. A maioria dos centros comerciais, financeiros e de negócios de Lagos e da Nigéria permanece no distrito central de negócios (Central Business District) na ilha de Lagos, onde se pode verificar a presença de altos edifícios. Lagos é também o local onde a maioria dos grandes bancos e instituições financeiras do país e sedes das grandes empresas estão localizados. Lagos tem um dos mais altos padrões de vida em comparação com outras cidades da Nigéria e da África em geral.
O Distrito Central de Negócios de Lagos é também sede de muitas instituições financeiras da Nigéria, como a Bolsa de Valores da Nigéria, bancos e companhias de seguros. O porto de Lagos é o porto principal da Nigéria e um dos maiores e mais movimentados da África. Ele é administrado pela Autoridade de Portos da Nigéria (Nigerian Ports Authority) e está dividido em três seções principais: o "Porto de Lagos", no canal principal ao lado da ilha de Lagos, já não muito utilizado, o "Porto de Apapa" (local do terminal de containeres) e o "Porto de Tin Can", ambos localizados no riacho Badagry (Badagry Creek) que desemboca no Porto de Lagos a partir do oeste. O porto é interligado por um terminal ferroviário.
O porto de Lagos tem exportado quantidades crescentes de petróleo cru. O Petróleo e seus derivados representam 20% do PIB e 95% das receitas em divisas estrangeiras da Nigéria como um todo.

### Turismo
Lagos, posteriormente, está gradualmente se tornando um importante destino turístico da África Ocidental, sendo um dos destinos turísticos mais procurados na África. Lagos passou a tomar medidas cabíveis para se tornar uma cidade global. O governador do estado de Lagos, Babatunde Raji Fashola, mantém um projeto de modernização da cidade e reestruturação dos pontos turísticos e da orla de Lagos. O evento que mais atrai turistas na cidade é o carnaval. Em 2009, o carnaval ocorreu em 25 de abril, e atraiu diversos turistas de todo o mundo. Atualmente, Lagos é conhecida principalmente como uma cidade de negócios.
A cidade tem um grande número de praias arenosas ao longo do litoral. Duas das praias mais populares são o Bar Beach e Lekki Beach. No entanto, em janeiro de 2009, um jardim zoológico de propriedade privada foi encomendado na zona litorânea de Lagos, uma vez que a região abriga uma das praias mais populares da cidade. O projeto foi aprovado pelo Governo do Estado de Lagos.
Lagos oferece alta variedade de hotéis. Os hotéis são uma mistura de modernização global e cultura africana. Alguns dos hotéis mais populares da cidade são o Sheraton Hotel and Towers, Federal Palace Hotel, Ikoyi, Hotel Sofitel Lagos Moorhouse Ikoyi, Eko Hotels & Suites e The Manor Palmview. Os visitantes são atraídos principalmente pela rica cultura da Nigéria, com bom entretenimento e vitalidade. As atrações turísticas de Lagos incluem o Palácio do Obá, o Museu Nacional da Nigéria, Santuário de Fela e os ressorts de praia.

## Infraestrutura

### Transportes

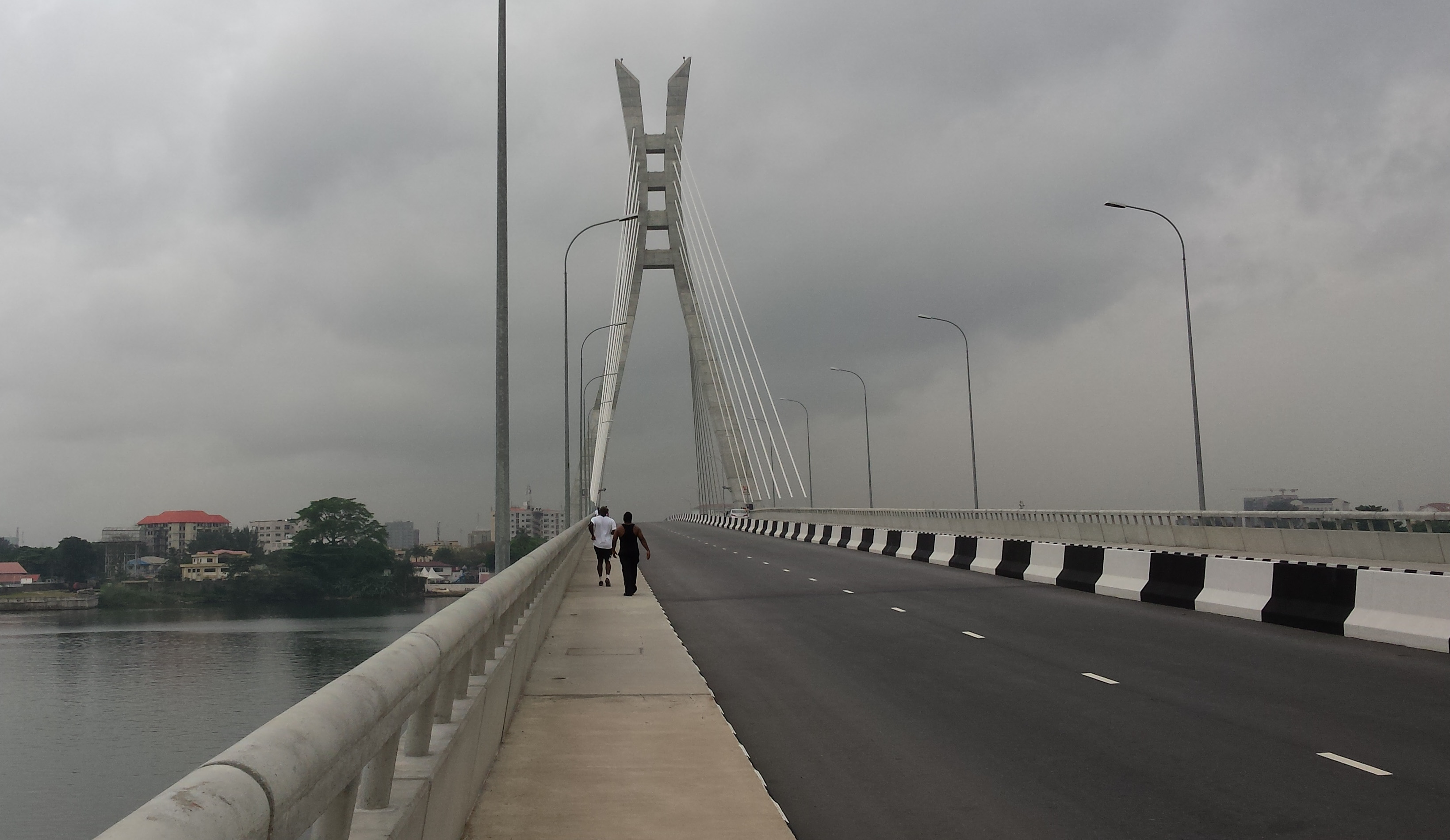
Ponte Lekki Ikoyi

Lagos tem uma das maiores e mais extensa rede de estradas da África Ocidental. As estradas são geralmente congestionadas em horários de pico, devido à geografia da cidade, bem como por seu crescimento populacional desenfreado. Lagos é ligada por muitas estradas e pontes. A maioria das estradas estão bem-conservadas. As vias locais em Lagos variam de qualidade, das bem-conservadas às esburacadas. As vias expressas Lagos-Ibadan e Lagos-Abeokuta são as principais artérias do norte da cidade e servem como estradas interestaduais para os estados de Oyo e Ogun, respectivamente. Para oeste a congestionada via expressa Lagos-Badagry serve as localidades periféricas, como Festac, local do Festival de Artes e Cultura Negra de 1977. Nos subúrbios a manutenção das vias é precária. A cidade está repleta de ônibus conhecidos popularmente como Danfos e Molues, bem como moto-táxis, conhecidos como Okadas. Estes dois meios de transporte são parte vital da rede de transporte de Lagos.

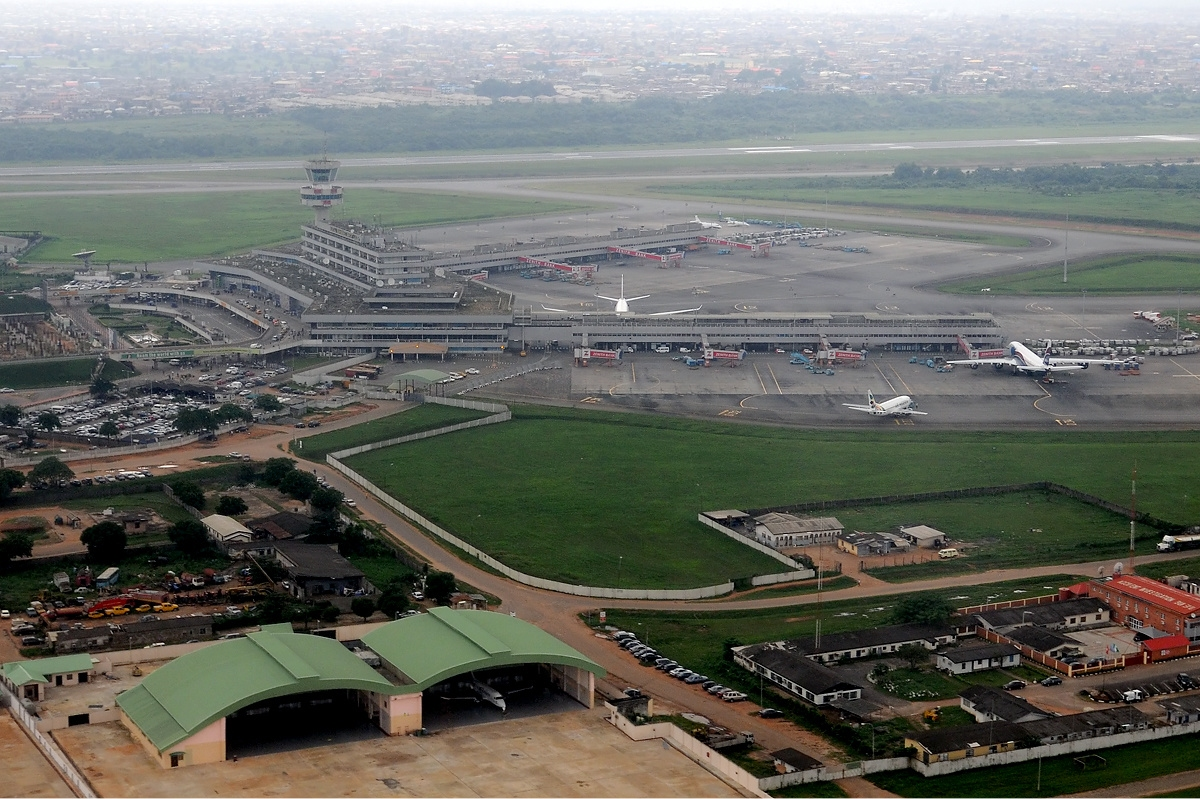
Aeroporto Internacional Murtala Muhammed

Lagos é servida pelo Aeroporto Internacional Murtala Muhammed, um dos maiores aeroportos da África e o melhor da Nigéria. O aeroporto está localizado em Ikeja, no norte da cidade, e tem terminais domésticos e internacional. Com 5,1 milhões de passageiros em 2008, o aeroporto é responsável por quase 50% de todo o tráfego aéreo da Nigéria. As viagens internacionais que chegam e partem da Nigéria, em sua maioria, utilizam o aeroporto Murtala Mohammed Aeroporto.
A LAMATA (Lagos Metropolitan Area Transport Authority) foi recentemente criada para resolver os problemas de transporte no estado. O sistema VLP (Veículo leve sobre pneus, em inglês: BRT - Bus Rapid Transit) foi lançado no dia 4 de junho de 2006. A primeira fase do sistema foi concluída em fevereiro de 2008. A expectativa é que o sistema opere ao longo de oito rotas usando corredores especialmente designados aos ônibus através da cidade. O objetivo é expandir o sistema para outras rotas no futuro. A primeira fase abrange 19 km através da Ikorodu Road e Williams Funsho Avenue até a CMS (Catedral de Cristo). Após semanas de testes, as operações começaram em 17 de março de 2008, seis meses antes do planejado. Foi estimado que o sistema irá transportar cerca de 10 000 passageiros por hora em cada sentido durante o horário de pico.
A LAMATA também está implantando na cidade um sistema VLT [Veículo Leve sobre Trilhos] (ver VLT de Lagos), uma linha ferroviária que atravessa a metrópole de Lagos está sendo construída, com previsão de conclusão para 2012.
A empresa de Serviços de Balsa do Estado de Lagos (Lagos State Ferry Services Corporation) executa algumas rotas regulares, por exemplo, entre a ilha de Lagos e o continente, utilizando balsas e cais modernos. Barcos particulares executam serviços não-regulares de passageiros na lagoa e em alguns riachos (creeks).

### Educação

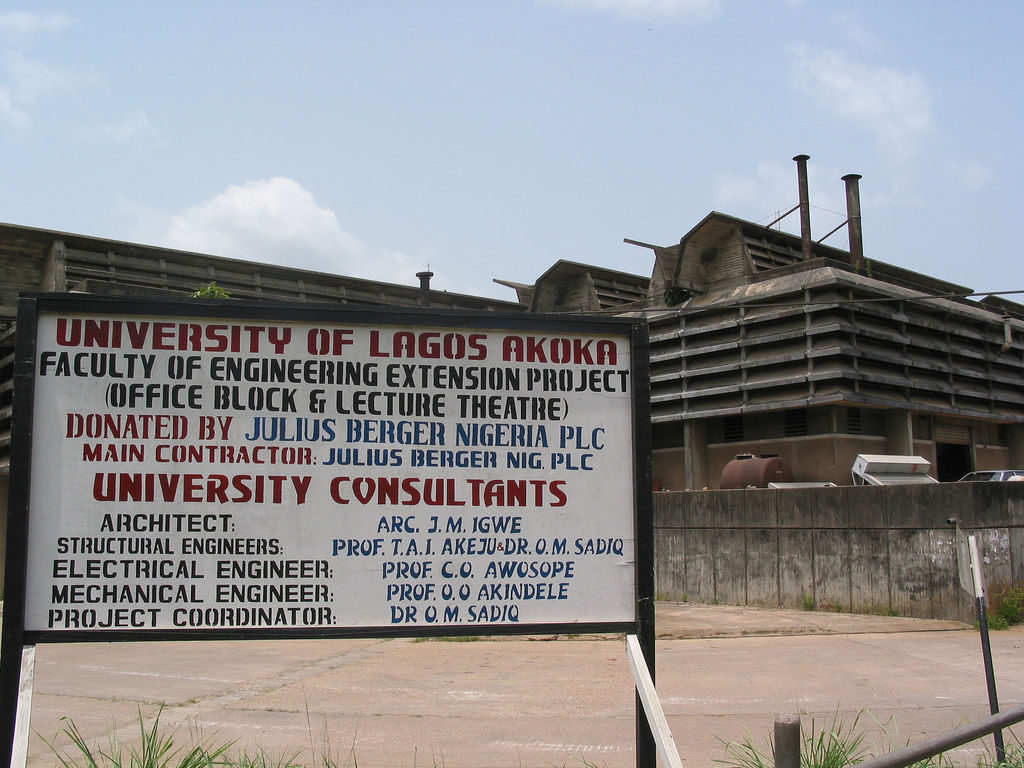
Faculdade de engenharia da Universidade de Lagos

O governo do estado de Lagos opera escolas estaduais. O sistema de ensino é o 6-3-3-4, que é praticado em todo o país (bem como por muitos outros estados da Cedeao). Os níveis são primário, escola secundária júnior (Junior Secondary School - JSS), escola secundária senior (Senior Secondary School - SSS) e universidade. A educação básica é oferecidas a todas as crianças, com foco especial nos nove primeiros anos.
A cidade tem várias das mais importantes universidades da Nigéria. A Universidade de Lagos (UNILAG) tem todos os campi localizados em Lagos. Foi criada em 1962 e conta com mais de 35 000 estudantes. É composta por 13 faculdades, executada por mais de 4 000 docentes e funcionários. É uma das vinte e cinco universidades federais que são supervisionadas e credenciadas pela Comissão Nacional de Universidades da Nigéria. A Universidade Pan-Africana é essencialmente uma escola de negócios, oferecendo dois programas de MBA. Fundada em 1996, foi-lhe atribuído o estatuto de universidade em 2002; consiste na Lagos Business School e nas Empresas de Serviços de Desenvolvimento. A Universidade também coloca alguma ênfase no estudo da arte.
A Universidade do Estado de Lagos (LASU) é um multi campus da universidade fundada em 1984 e de propriedade do governo do estado de Lagos. O campus principal está localizado na cidade, junto a Lagos-Badagry Expressway. A Faculdade Estadual de Tecnologia da Saúde de Lagos oferece mini-cursos de saúde, como informações de Gestão em Saúde, Técnico de Farmácia, Medicina, Laboratório Técnico, Extensão Comunitária de Saúde e Saúde Ambiental.

## Cultura

### Música e indústria cinematográfica
Lagos é conhecido em toda a África Ocidental por sua cena musical. Lagos deu origem a uma variedade de estilos, como o estilo hip hop nigeriano naija hiphop, além dos estilos Juju highlife, fuji, e Afrobeat.
Lagos é o centro da indústria do cinema nigeriano, muitas vezes referida como "Nollywood". Muitos filmes são rodados na área Festac de Lagos.

### Esportes
Como em outras grandes cidades do mundo, o futebol é o esporte mais popular em Lagos. Grandes clubes de futebol são oriundos de Lagos, como Julius Berger Football Club, First Bank Football Club e Stationery Stores Football Club.
A Seleção Nigeriana de Futebol, também conhecida como "Super Eagles", costumava mandar quase todas as suas partidas no Estádio Nacional de Lagos, em Surulere. Atualmente, as partidas são jogadas no Estádio Nacional de Abuja, maior e mais novo.

## Lugares de culto

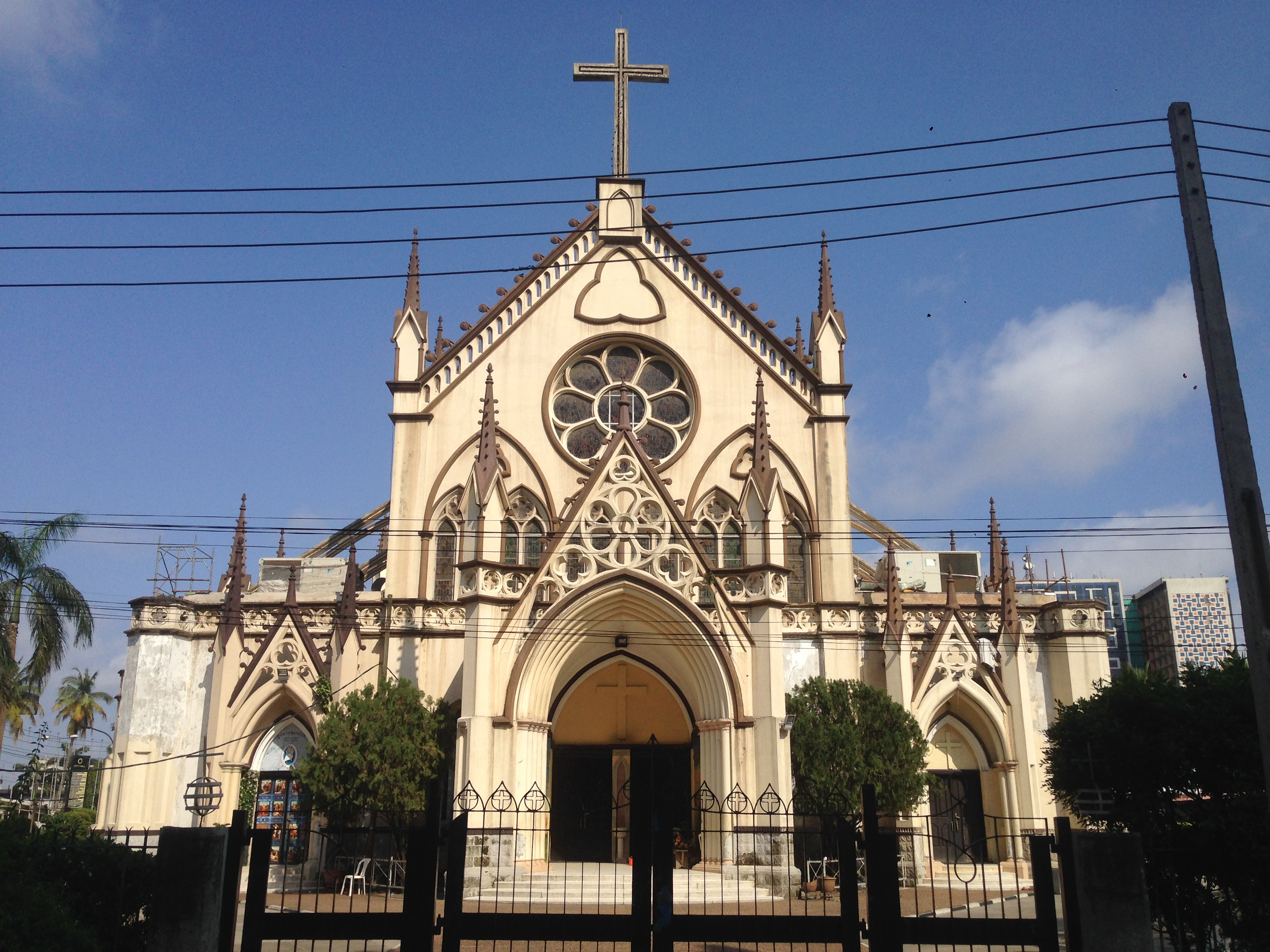
Catedral da Santa Cruz de Lagos (Igreja Católica)
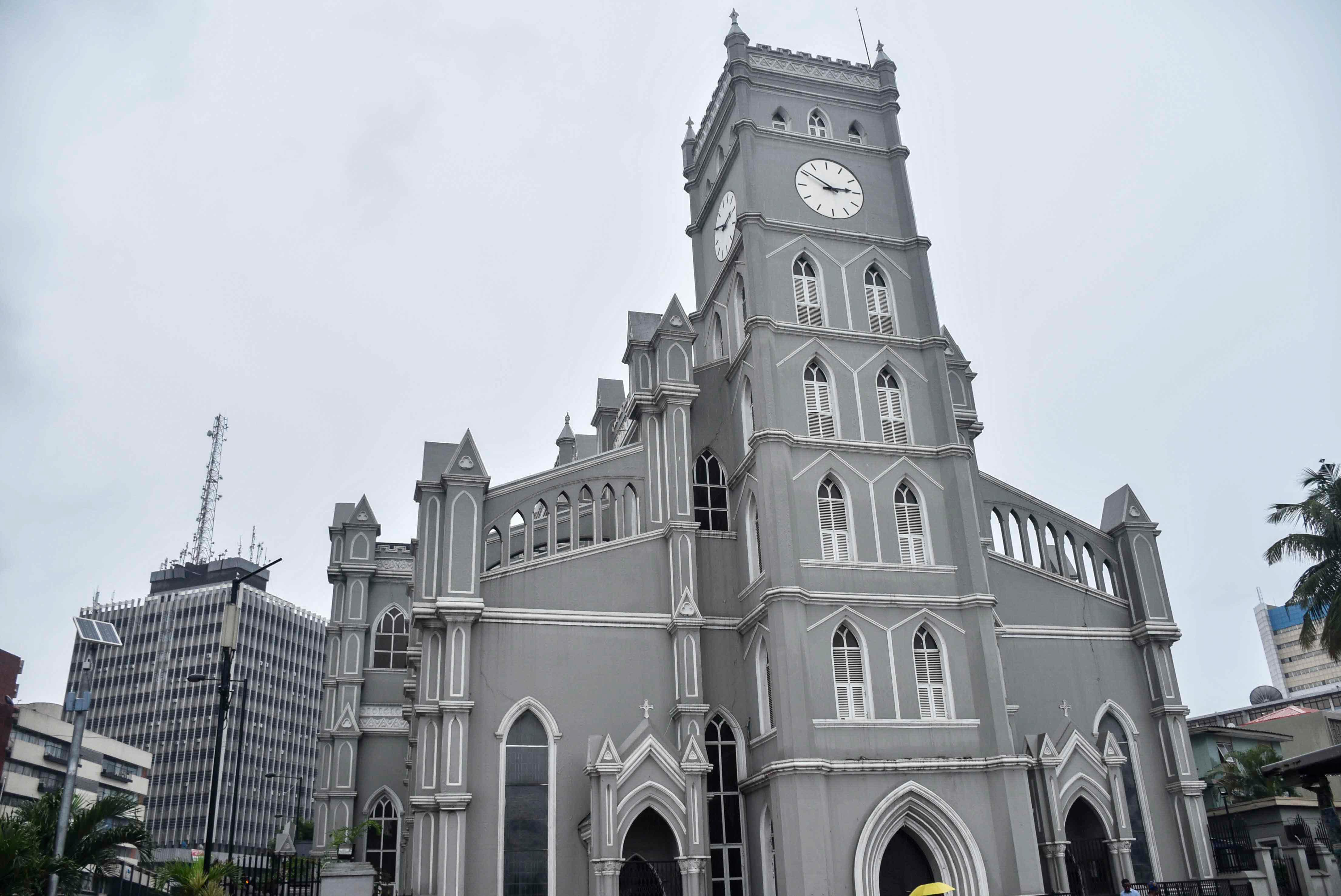
Catedral de Cristo de Lagos (Igreja da Nigéria)
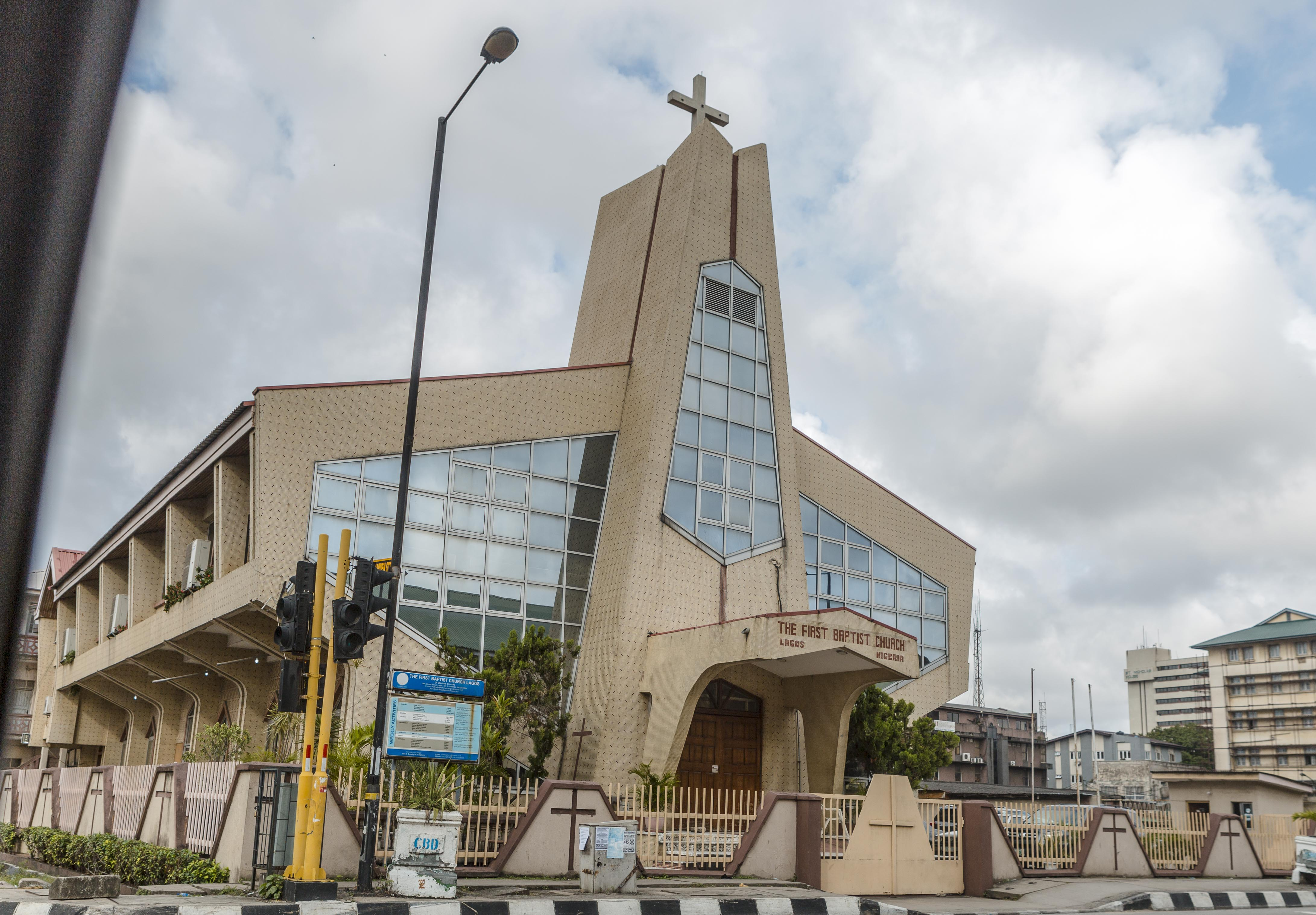
First Baptist Church Lagos (Convenção Batista Nigeriana)
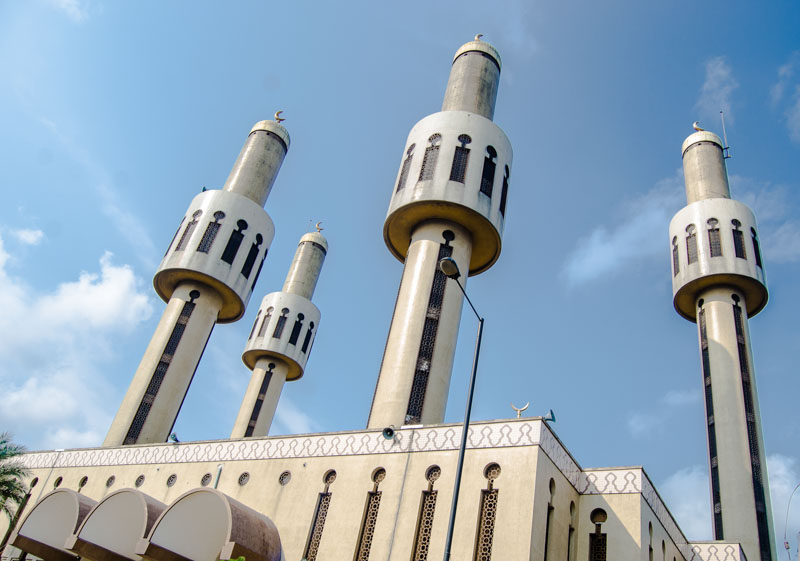
Lagos Central Mosque (Islam)

Entre os lugares de culto, existem igrejas e templos cristãos: Igreja da Nigéria (Comunhão Anglicana), Igreja Presbiteriana da Nigéria,  (Convenção Batista Nigeriana (Aliança Batista Mundial), Living Faith Church Worldwide, Redeemed Christian Church of God, Assembleia de Deus, Arquidiocese de Lagos (Igreja Católica) e mesquitas muçulmanas.  